# Jaguaribe Carne Instrumental
Jaguaribe Carne Instrumental é o primeiro LP do grupo paraibano de música experimental Jaguaribe Carne. Embora o grupo estivesse em atividade desde 1974, os únicos registros da banda eram fitas cassete com gravações de ensaios e apresentações ao vivo (denominadas de 'FAL': "Fitas Alternativas"), uma vez que não existiam estúdios profissionais em João Pessoa e os integrantes terem poucos recursos financeiros. Uma tentativa de gravar o projeto que deu origem a esse disco foi feita em Recife, mas foi abandonada por falta de recursos. Apenas em 1993, graças a um edital do governo do estado lançado no ano anterior, surgiu a possibilidade técnica e financeira de gravar um disco. 
O disco foi gravado no Cine Bangüê (hoje em dia Sala José Siqueira), no Espaço Cultural José Lins do Rego. A parte técnica da gravação ficou a cargo de Odair Salgueiro, professor de música da UFPB, que ofereceu seus equipamentos e supervisionou a captação das músicas. O disco foi gravado durante a madrugada, uma vez que a sala não possuía isolamento acústico.
Jaguaribe Carne Instrumental também é conhecido por sua tiragem original de 1000 LPs não possuir uma capa só. Cerca de quarenta artistas plásticos foram convidados para fazer as capas, e cada um dos exemplares possuiu uma capa única.

## Faixas
| Lado A |                             |         |  |
| N.º    | Título                      | Duração |  |
| 1.     | "Fome? Que Fome?"           | 3:03    |  |
| 2.     | "Saltos"                    | 1:58    |  |
| 3.     | "Piratas de Jaguaribe"      | 3:29    |  |
| 4.     | "Ritmo de Baião"            | 2:57    |  |
| 5.     | "Nostalgia"                 | 3:19    |  |
| 6.     | "Liquidificador Industrial" | 3:51    |  |

| Lado B |                                    |         |  |
| N.º    | Título                             | Duração |  |
| 1.     | "Ciranda"                          | 6:20    |  |
| 2.     | "Outro Tempo"                      | 3:40    |  |
| 3.     | "Sotaque de Pindaré"               | 4:10    |  |
| 4.     | "Acho Que Vem Alguma Coisa Por Aí" | 5:08    |  |
| 5.     | "Entrevista"                       | 8:58    |  |

## Créditos
Músicos
- Pedro Osmar – Violão de aço, voz
- Paulo Ró – Violão de nylon, voz
- Adeildo Vieira – Percussão
- Maria Bernadete da Nóbrega – Soprano
- Jorge Negão – Percussão
- Rui Lima, Nelson Teixeira, Bajal – Vozes [parte do grupo Equipe de Cirurgia]

Técnica
- Odair Salgueiro - Técnico de gravação
- Dida Vieira e Águia Mendes - Registro fotográfico das gravações